# (8945) Cavaradossi
(8945) Cavaradossi (1997 CM) – planetoida z grupy pasa głównego asteroid okrążająca Słońce w ciągu 5,43 lat w średniej odległości 3,09 au. Odkryta 1 lutego 1997 roku.